# 포보스 (위성)
포보스(영어: Phobos)는 화성의 두 위성 중 하나이다. 1877년 8월 18일에 미국의 천문학자 아사프 홀이 발견했다. 홀이 동시에 발견한 또 다른 화성의 위성인 데이모스보다 크며, 비교적 안쪽 궤도를 돈다. 포보스는 그리스 신화에 나오는 신의 이름인, 아레스의 아들 포보스('공포'를 의미한다)에서 따왔다.
포보스는 작으며 불규칙한 모양을 하고 있는데, 화성의 중심부에서 9,377 km, 표면에서 6,000 km 떨어진 곳을 돌고 있다. 이 거리는 태양계 내 어떤 위성들보다도 어머니 행성과 가까운 값이다.
포보스는 매 100년마다 1m씩 화성 표면에 가까워지고 있다. 따라서 5000만 년 뒤에는 화성 표면과 충돌하거나 화성의 고리가 됨으로써 깨어지게 될 것으로 예측된다. 포보스의 표면기온은 햇볕 드는 곳과 그림자 지는 곳에서 각각 영하 4도 ~ 영하 170도 범위에 든다.

## 같이 보기
- 위성 목록